# Csiaoce
A csiaoce (餃子 / 饺子, jiǎozi) kínai töltött tészta, a kínai konyha kedvelt fogása, mely Japánban is népszerű (gjóza néven).
A csiaoce (jiaozi) általában darált húsból és/vagy zöldségekből áll, melyeket egy vékony tésztába töltenek, majd a tészta széleit összenyomva lezárják a táskákat. A töltött tésztát ezután vízben vagy levesben megfőzik, olajban megsütik, esetleg gőzölik. Szójaszósszal, ecettel, csilipaprikával, fokhagymával készített szószba mártogatva fogyasztják.
Alakja a magyar barátfülére hasonlít.
A csiaoce (jiaozi) Kínában a holdújév ünnepének estéjén elengedhetetlen fogás.